# Karamasow (Drama)
Karamasow ist ein Drama von Thorsten Lensing unter der Mitarbeit von Dirk Pilz in Koproduktion mit den Sophiensælen Berlin, Kampnagel Hamburg, dem Theater im Pumpenhaus Münster, Les Théâtres de la Ville de Luxembourg, Schauspiel Stuttgart, HELLERAU – Europäisches Zentrum der Künste Dresden und dem TAK Theater Liechtenstein.
Das Stück basiert auf dem Roman Die Brüder Karamasow des russischen Schriftstellers Fjodor Dostojewski und wurde am 4. Dezember 2014 unter der Regie von Thorsten Lensing in den Sophiensælen Berlin uraufgeführt.

## Besetzung bei der Uraufführung
- Regie: Thorsten Lensing
- Bühne: Johannes Schütz
- Kostüme: Anette Guther
- Produktionsleitung: Eva-Karen Tittmann
- Technische Leitung: Eugen Böhmer

### Darsteller
- Kolja Krassotkin: Sebastian Blomberg
- Aljoscha Karamasow: Devid Striesow
- Iljuscha: Horst Mendroch
- Der alte Snegirjow: Rik van Uffelen
- Lisa: Ursina Lardi
- Lisas Mutter: Ernst Stötzner
- Iljuschas Hund: André Jung
- Starez Sossima: André Jung

## Bühnenbild
Bei der ersten Aufführung
Zehn nackte Glühbirnen hängen über seitlich aufgestellten Holztischen, ein elftes Licht über den Zuschauenden erleuchtet bei der Audienz beim Starez. Aus den zum Außenbereich gehörenden Stühlen entstehen mit Hilfe von Kabelbindern bei laufendem Betrieb erst eine Krankenstatt, dann eine Leichenbahre. Wenige Zentimeter über dem Boden schwebt eine Glocke wie ein Damoklesschwert über den Sündern, die sie zum Klingen bringen. Im weitgehend leeren Raum hat Johannes Schütz einen rostigen Paravent und multipel als Mönchsklause, Sterbebett und Tischgesellschaft funktionierende Tische und Stühle platziert. Mit einer großen Glocke wird die Zeit durchgetaktet. Den zeitliche Sprung in den Winter erzählt eine Schneemaschine, die die Bühne mit Kunstschnee belegt.

## Abweichungen vom Roman
In den Brennpunkt der Inszenierung rückt der jüngste Sohn Aljoscha, während die beiden anderen Brüder gestrichen wurden. Vom Mordkomplott an Vater Karamasow bleibt wenig übrig.

## Auszeichnungen
Das Stück erhielt als Beste Berliner und Potsdamer Aufführung des Jahres 2014 den Friedrich-Luft-Preis.

## Pressestimmen
- Die Entschlackung des Romans in der Spielfassung tut dem Material gut. Die Triebkräfte Generationenkonflikt, Gottsuche und Schuld und Sühne schälen sich im exzellenten Spiel des Ensembles heraus […] Dank der eindringlichen minimalistischen Persönlichkeitsstudien des grandiosen Ensembles eine sehenswerte Inszenierung! – Ute Büsing, Ein Fest für große Schauspieler, Inforadio, 5. Dezember 2014.[4]